# Detunda egregia
Detunda egregia là một loài bướm đêm trong họ Geometridae.